# Paranomus
Paranomus Salisb. – rodzaj roślin z rodziny srebrnikowatych (Proteaceae). Obejmuje co najmniej 18 gatunków występujących endemicznie w Republice Południowej Afryki.

## Systematyka
Pozycja i podział rodziny według Angiosperm Phylogeny Website (aktualizowany system APG III z 2009)
Rodzaj z rodziny srebrnikowatych stanowiącej grupę siostrzaną dla platanowatych, wraz z którymi wchodzą w skład rzędu srebrnikowców, stanowiącego jedną ze starszych linii rozwojowych dwuliściennych właściwych. W obrębie rodziny rodzaj stanowi klad bazalny w plemieniu Leucadendreae P.H. Weston & N.P. Barker, 2006. Plemię to klasyfikowane jest do podrodziny Proteoideae Eaton, 1836.
Wykaz gatunków
| - Paranomus abrotanifolius Salisb. ex Knight - Paranomus adiantifolius Salisb. ex Knight - Paranomus bolusii Levyns - Paranomus bracteolaris Salisb. ex Knight - Paranomus candicans Kuntze - Paranomus capitatus (R. Br.) Kuntze - Paranomus centaureoides Levyns - Paranomus dispersus Levyns - Paranomus dregei Kuntze | - Paranomus esterhuysenae Levyns - Paranomus lagopus Salisb. - Paranomus longicaulis Salisb. Ex Knight - Paranomus reflexus N.E. Br. - Paranomus roodebergensis Levyns - Paranomus sceptrum-gustavianus Hyl. - Paranomus spathulatus Kuntze - Paranomus spicatus (Thunb.) Kuntze - Paranomus tomentosus N.E. Br. |